# Уряд Мадагаскару
Уряд Мадагаскару — вищий орган виконавчої влади Мадагаскару.

## Голова уряду
- Прем'єр-міністр — Олів'є Солонандрасана Махафалі (англ. Olivier Solanandrasana Mahafaly).

## Кабінет міністрів
Склад чинного уряду подано станом на 25 серпня 2016 року.
| Логотип                                                                   | Міністерство                                                                 | Міністр                                                                                    | Фото | Час на посаді | Час на посаді | Партія | Партія | Вебсайт |
| ------------------------------------------------------------------------- | ---------------------------------------------------------------------------- | ------------------------------------------------------------------------------------------ | ---- | ------------- | ------------- | ------ | ------ | ------- |
|                                                                           | Міністерство внутрішніх справ і децентралізації                              | Олів'є Солонандрасана Махафалі (Olivier Solonandrasana Mahafaly)                           |      |               |               |        |        |         |
|                                                                           | Міністерство води, гігієни і санітарії                                       | Ролан Раватоманга (Roland Ravatomanga)                                                     |      |               |               |        |        |         |
|                                                                           | Міністерство громадської безпеки                                             | Норберт Анандра (Norbert Anandra)                                                          |      |               |               |        |        |         |
|                                                                           | Міністерство державної служби, праці і соціального права                     | Жан де Дью Махаранте (Jean de Dieu Maharante)                                              |      |               |               |        |        |         |
|                                                                           | Міністерство екології, лісів та моря                                         | Ралава Бебоаріміса (Ralava Beboarimisa)                                                    |      |               |               |        |        |         |
|                                                                           | Міністерство економіки і планування                                          | генерал Еріланто Равелогарісон (Herilanto Raveloharison)                                   |      |               |               |        |        |         |
|                                                                           | Міністерство енергетики та вуглеводнів                                       | —                                                                                          |      |               |               |        |        |         |
|                                                                           | Міністерство житлово-комунального господарства і метеорології                | Ерік Разафімандімбі (Eric Razafimandimby)                                                  |      |               |               |        |        |         |
|                                                                           | Міністерство зайнятості та професійної освіти                                | Йоханніта Бенедікт Ндахіманандзара (Johannita Benedicte Ndahimananjara)                    |      |               |               |        |        |         |
|                                                                           | Міністерство зв'язку, інформації та відносин між гілками влади               | Вонісон Разафіндамбо Андіанадзато (Vonison Razafindambo Andrianjato)                       |      |               |               |        |        |         |
|                                                                           | Міністерство закордонних справ                                               | Беатріс Аталла (Beatrice Atallah)                                                          |      |               |               |        |        |         |
| Заступник міністра Барі Еммануель Рафатролаза (Bary Emmanuel Rafatrolaza) | Міністерство закордонних справ                                               |                                                                                            |      |               |               |        |        |         |
|                                                                           | Міністерство культури та ремісництва                                         | Жан Жак Ребеніріна (Jean Jacques Rabenirina)                                               |      |               |               |        |        |         |
|                                                                           | Міністерство молоді та спорту                                                | Жан Анісет Рандріамосарісоа (Jean Anicet Randriamosarisoa)                                 |      |               |               |        |        |         |
|                                                                           | Міністерство народонаселення, соціального захисту і захисту жінок            | Онітіана Рілі (Onitiana Realy)                                                             |      |               |               |        |        |         |
|                                                                           | Міністерство оборони                                                         | Бені Ксав'є Расолофоніріна (Beni Xavier Rasolofonirina)                                    |      |               |               |        |        |         |
|                                                                           | Міністерство освіти                                                          | Поль Андріанайна Рабарі (Paul Andrianaina Rabary)                                          |      |               |               |        |        |         |
|                                                                           | Міністерство освіти і науки                                                  | Монік Расоазанаера (Monique Rasoazanaera)                                                  |      |               |               |        |        |         |
|                                                                           | Міністерство охорони здоров'я                                                | Мамі Лалатіана Андріаманаріво (Mamy Lalatiana Andriamanarivo)                              |      |               |               |        |        |         |
|                                                                           | Міністерство пошти, телекомунікацій і нових технологій                       | Нейпатрайке Андре Ракотомамондзі (Neypatraike Andre Rakotomamonjy)                         |      |               |               |        |        |         |
|                                                                           | Міністерство промисловості, розвитку приватного, малого і середнього бізнесу | Шабані Нурдін (Chabani Nourdine)                                                           |      |               |               |        |        |         |
|                                                                           | Міністерство риболовлі                                                       | Жільбер Франсуа (Gilbert Francois)                                                         |      |               |               |        |        |         |
|                                                                           | Міністерство скотарства                                                      | Антельме Рампарані (Anthelme Ramparany)                                                    |      |               |               |        |        |         |
|                                                                           | Міністерство торгівлі та у справах споживачів                                | Арманд Тазафі (Armand Tazafy)                                                              |      |               |               |        |        |         |
|                                                                           | Міністерство транспорту і метеорології                                       | Бенджаміна Рамарсель Рамананцоа (Benjamina Ramarcel Ramanantsoa)                           |      |               |               |        |        |         |
|                                                                           | Міністерство туризму                                                         | Роланд Рацирака (Roland Ratsiraka)                                                         |      |               |               |        |        |         |
|                                                                           | Міністерство фінансів і бюджету                                              | Франсуа Марі Мауріс Жерве Ракотоаріманана (Francois Marie Maurice Gervais Rakotoarimanana) |      |               |               |        |        |         |
|                                                                           | Міністерство юстиції                                                         | Шарль Андріамісеза (Charles Andriamiseza)                                                  |      |               |               |        |        |         |

### Державні секретарі
| Посада                                                | Особа                                                        | Фото | Час на посаді | Час на посаді | Партія | Партія |
| ----------------------------------------------------- | ------------------------------------------------------------ | ---- | ------------- | ------------- | ------ | ------ |
| Державний секретар у справах національної жандармерії | генерал Дідьє Жерар Паза (Didier Gerard Paza)                |      |               |               |        |        |
| Державний секретар з морських справ                   | Леонід Іленія Рандріанарісоа (Leonide Ylenia Randrianarisoa) |      |               |               |        |        |

### Представники президента в уряді
| Посада                                                                                                | Особа                                       | Фото | Час на посаді | Час на посаді | Партія | Партія |
| --- | ------------------------------------------- | ---- | ------------- | ------------- | ------ | ------ |
| Представник президента у справах землеробства і скотарства                                            | Ріво Ракотовао (Rivo Rakotovao)             |      |               |               |        |        |
| Представник президента у справах гірничої і нафтової промисловості                                    | Їнг Вах Заїлахі (Ying Vah Zajilahy)         |      |               |               |        |        |
| Представник президента у справах президентських проектів, інфраструктури і територіального планування | Нарісон Рафідіманана (Narison Rafidimanana) |      |               |               |        |        |